# Kasti
Kasti est un village de la commune rurale de Märjamaa située dans le comté de Rapla en Estonie.